# Nira Park

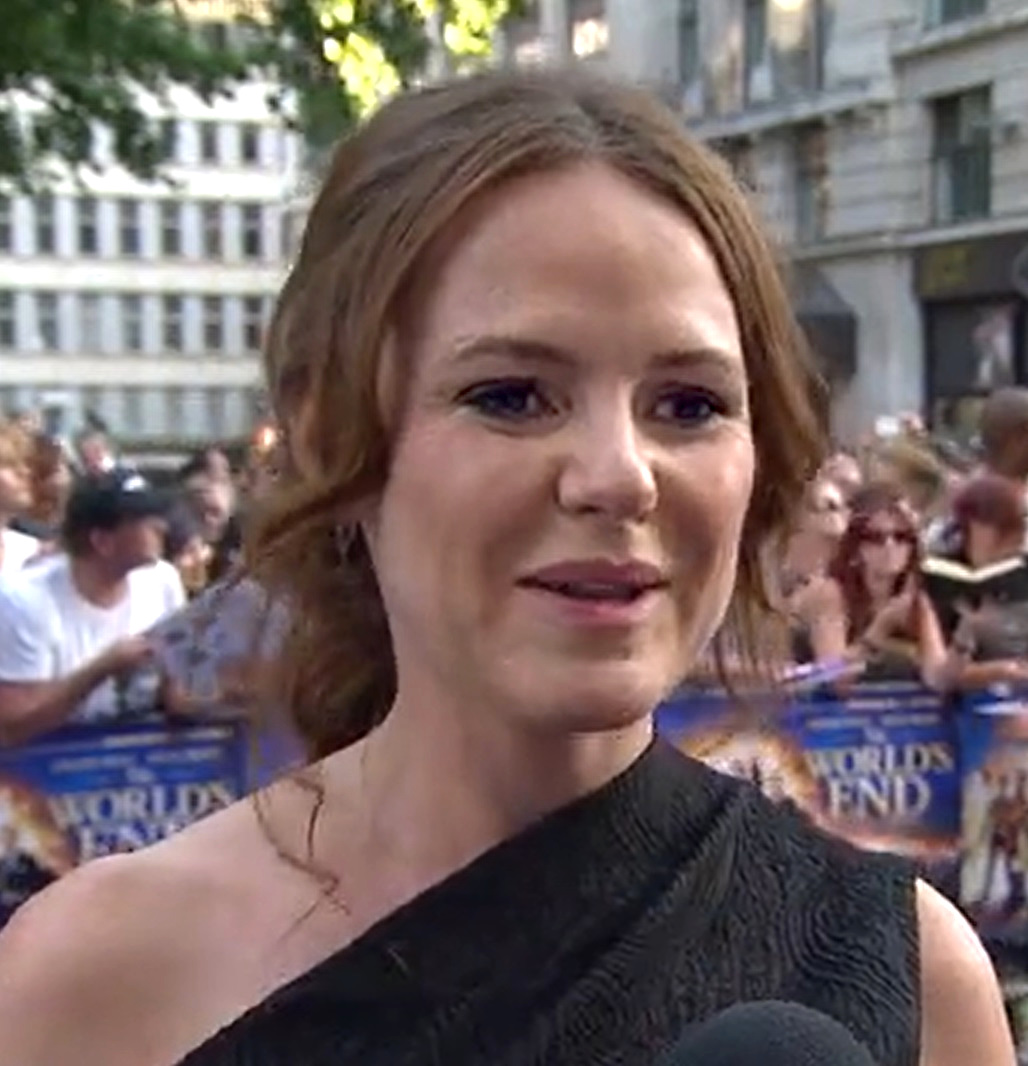
Nira Park

Nira Louise Park (* Dezember 1967) ist eine britische Film- und Fernsehproduzentin.

## Leben
Nira Park gründete 1995 ihr Produktionsunternehmen Big Talk Productions. Seit Ende der 1990er Jahre arbeitet sie regelmäßig mit dem Regisseur Edgar Wright an Produktionen wie der Fernsehserie Spaced sowie den Filmen Shaun of the Dead, Hot Fuzz, Scott Pilgrim gegen den Rest der Welt oder The World’s End zusammen.
Für Joe Cornish produzierte sie die Actionkomödie Attack the Block und den Fantasy-Film Wenn du König wärst.
2013 verkaufte Park Big Talk Productions an den Fernsehsender ITV; 2018 verließ sie das Unternehmen. Zwei Jahre später gründete sie gemeinsam mit Edgar Wright, Joe Cornish und der Produzentin Rachael Prior das Produktionsunternehmen Complete Fiction, das unter anderem für Netflix verschiedene Serien-Projekte entwickelte. Für Edgar Wright produzierte das Unternehmen den Horror-Thriller Last Night in Soho.

## Filmografie (Auswahl)
- 1995: The Glam Metal Detectives (Fernsehserie, 5 Episoden)
- 1998: You Are Here (Fernsehfilm)
- 1999–2001: Spaced (Fernsehserie, 14 Episoden)
- 2000–2004: Black Books (Fernsehserie, 18 Episoden)
- 2004: Shaun of the Dead
- 2006: Gone – Lauf um dein Leben (Gone)
- 2007: Hot Fuzz – Zwei abgewichste Profis (Hot Fuzz)
- 2009: Free Agents (Fernsehfilm)
- 2010: Scott Pilgrim gegen den Rest der Welt (Scott Pilgrim vs. the World)
- 2011: Paul – Ein Alien auf der Flucht (Paul)
- 2011: Attack the Block
- 2012: Sightseers
- 2013: In Fear
- 2013: The World’s End
- 2014: Cuban Fury – Echte Männer tanzen (Cuban Fury)
- 2015: Es ist kompliziert..! (Man Up)
- 2016: Der Spion und sein Bruder (Grimsby)
- 2017: Baby Driver
- 2019: Wenn du König wärst (The Kid Who Would Be King)
- 2020: Rebecca
- 2021: Last Night in Soho